# Сърни
Сърните (Capreolus) са род средно големи тревопасни бозайници от разред Чифтокопитни (Artiodactyla). Родът е представен от два вида.
Европейската сърна (Capreolus capreolus) е широко разпространена в България и обичаен ловен обект.
Източната сърна (Capreolus pygargus), известна още като сибирска се е считала за подвид на европейската, но в последствиие е отделена като самостоятелен вид.

## Списък на видовете
- род Capreolus -- Сърни
  - Capreolus capreolus -- Сърна (Западна сърна)
  - Capreolus pygargus -- Източна сърна